# Miechowice Małe
Miechowice Małe – wieś w Polsce położona w województwie małopolskim, w powiecie tarnowskim, w gminie Wietrzychowice.
W latach 1975–1998 miejscowość administracyjnie należała do województwa tarnowskiego.

## Zabytki
Obiekt wpisany do rejestru zabytków nieruchomych województwa małopolskiego.
- Cmentarz wojenny nr 254 z okresu I wojny światowej.

## Osoby związane z miejscowością
- ks. Maciej Sieniatycki – rektor UJ;
- Mieczysław Kabat i Władysław Kabat, działacze ruchu ludowego, żołnierze BCH i AK.